# ديفيد شارفيت
ديفيد شارفيت (بالفرنسية: David Charvet)‏
```
(مواليد 
15 مايو
 
1972
 في 
ليون
) هو 
ممثل
 
ومغني
 
فرنسي
، اشتهر في التسعينات بأدواره في المسلسلين الأمريكيين 
بيواتش
 
وملروس بليس
.
[
2
]
[
3
]
[
4
]
```

## روابط خارجية
- ديفيد شارفيت على موقع IMDb (الإنجليزية)
- ديفيد شارفيت على موقع ألو سيني (الفرنسية)
- ديفيد شارفيت على موقع ميوزك برينز (الإنجليزية)
- ديفيد شارفيت على موقع أول موفي (الإنجليزية)
- ديفيد شارفيت على موقع قاعدة بيانات الأفلام السويدية (السويدية)
- ديفيد شارفيت على موقع إن إن دي بي (الإنجليزية)
- ديفيد شارفيت على موقع ديسكوغز (الإنجليزية)
- ديفيد شارفيت على موقع قاعدة بيانات الفيلم (الإنجليزية)
- ديفيد شارفيت على موقع كينوبويسك (الروسية)